# 檜貝嚢治
檜貝 嚢治（ひがい じょうじ、1906年（明治39年）11月20日 - 1943年（昭和18年）1月29日）は、日本の海軍軍人。海兵57期。太平洋戦争（大東亜戦争）時における爆撃機の名パイロットで霞空飛行隊長、七〇一空飛行長を歴任。檜貝式爆撃法を生み出し、ガダルカナル島夜間爆撃等を指揮、多大な戦果をもたらした。七〇五空飛行長の三原元一少佐とともに陸攻隊の双璧といわれた。レンネル島沖海戦において被弾後、敵艦へ突撃。戦死による二階級特進で最終階級は海軍大佐。

## 略歴
1906年（明治39年）11月20日、千葉県佐倉町（現・佐倉市）に、海軍機関大佐・檜貝秀次郎（海軍機関学校4期）の、三男三女の二男として生まれる。1924年（大正13年）3月、旧制佐倉中学（現・千葉県立佐倉高等学校）を卒業し、当時、大陸熱が盛んだったこともあり上海の東亜同文書院大学に入学したが、彼の考えと現実は一致せず、一年次の夏休みに日本へ帰ったままで再び上海には戻らず、海軍兵学校（第57期）へ進んだ。
23期飛行学生を経て、大湊空、鹿屋空に勤務。支那事変（日中戦争）開始以来、中支（華中）戦線での彼の爆撃行は数十回におよび、輝かしい戦果をあげた。
1941年（昭和16年）11月、霞空飛行隊長、1942年（昭和17年）12月、701空飛行長としてラバウルに赴任。その飛行技術は全軍から称えられるまでになり、檜貝式爆撃法を生み出し、ガダルカナル島夜間爆撃を指揮した。
1943年（昭和18年）1月29日、九六式陸上攻撃機に搭乗してレンネル島沖海戦に参加、撃墜され戦死した。檜貝の死を聞いた軍令部のある参謀は「少佐を失ったことは、戦艦『陸奥』が沈んだよりも、もっと痛手だ」と嘆いたという。檜貝の死はしかし、ガダルカナル島の陸兵救出の突破口を切り開いた。
檜貝の戦死は暫く秘されていたが、1944年（昭和19年）5月29日に全軍に告知され、二階級特進して海軍大佐に任ぜられた。生まれ故郷の千葉県佐倉町では1945年（昭和20年）3月に町葬が行われた。

## エピソード
- 操縦技量は抜群で「中攻隊にこの人あり」と言われた名リーダーであった。小柄で口数は少ないが、いつもニコニコして、部下に対し大声を上げて叱るような事はなかった。あまり酒は呑まれず、それでいて部下の悪童連の集まりにはいつも顔を出し、終始笑顔を絶やさなかったという[1]。
- 美男子として知られていた。大湊海軍航空隊時代、檜貝の外出がわかると、付近の婦人達が一目見ようと待ち構えていたという[2]。
- 檜貝は晩婚で、妻は岡部通陸軍少将の娘である。同時に山本五十六夫人の礼子には姪にあたり、山本は「檜貝は自分の姪には過ぎた男」とその結婚を喜んだといわれる[3]。
- 当時の著名女優高峰三枝子の片思いの相手としても知られた。